# K. u. k. Bosnabahn

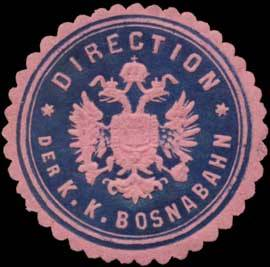
Siegelmarke der Direktion der Bosnabahn

Die Kaiserliche Königliche Bosnabahn (kkBB), serbokroatisch Carevska i Kraljevska Bosanska Željeznica, war eine in Bosnien tätige Bahngesellschaft im damaligen Österreich-Ungarn. Sie wurde 1879 gegründet, von der Militärverwaltung geleitet und hatte ihren Sitz zunächst in Derventa (Dervent) und später in Sarajevo. 1895 wurde die k. k. Bosnabahn in die Bosnisch-Herzegowinischen Staatsbahnen (BHStB) integriert.
Sie betrieb während dieser Zeit die Bahnstrecke Bosanski Brod–Sarajevo (unter Bosnabahn bekannt) sowie einige Seitenstrecken.